# Placówka Straży Celnej „Przestrzele”

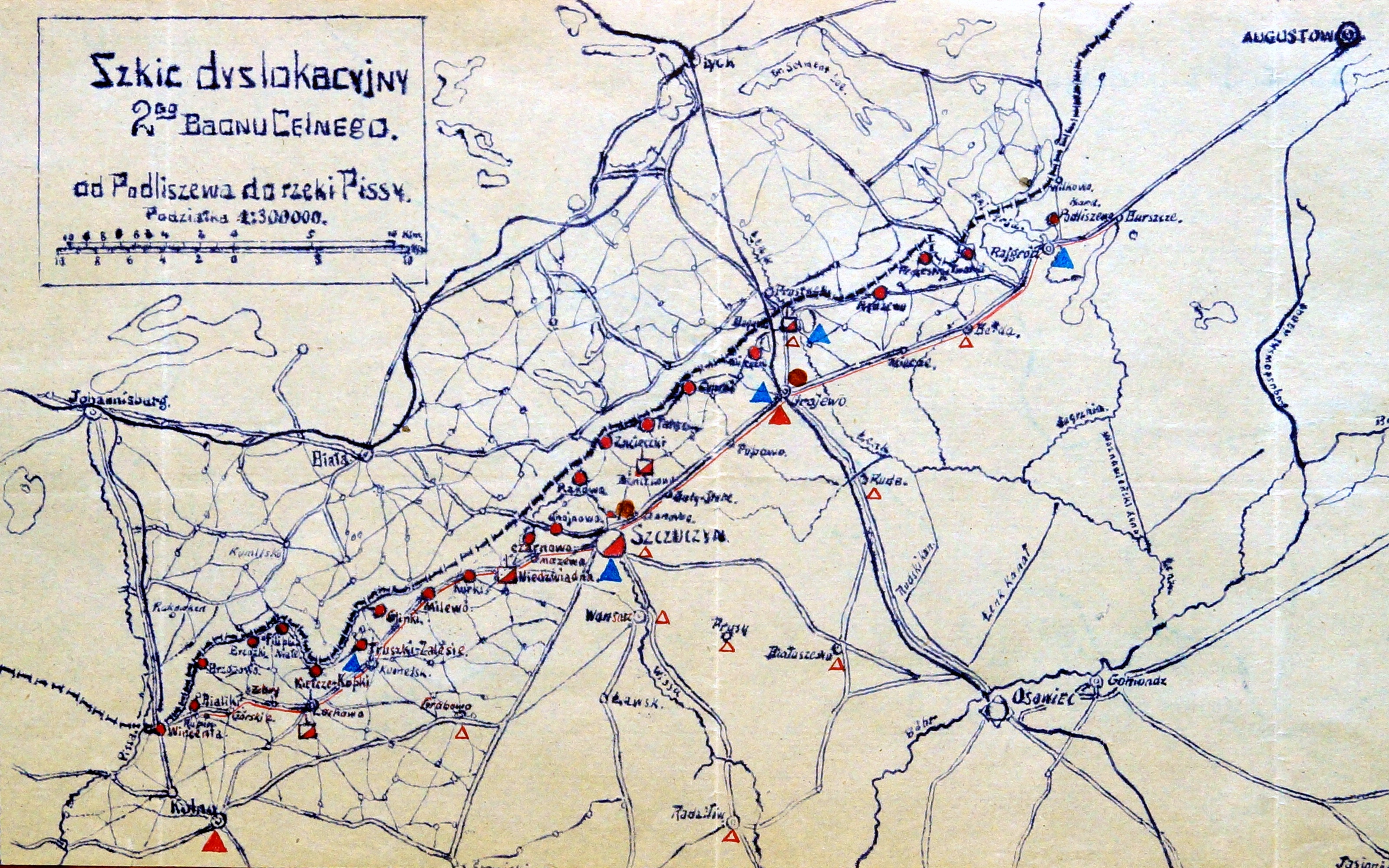
Szkic 2 batalionu celnego w 1921

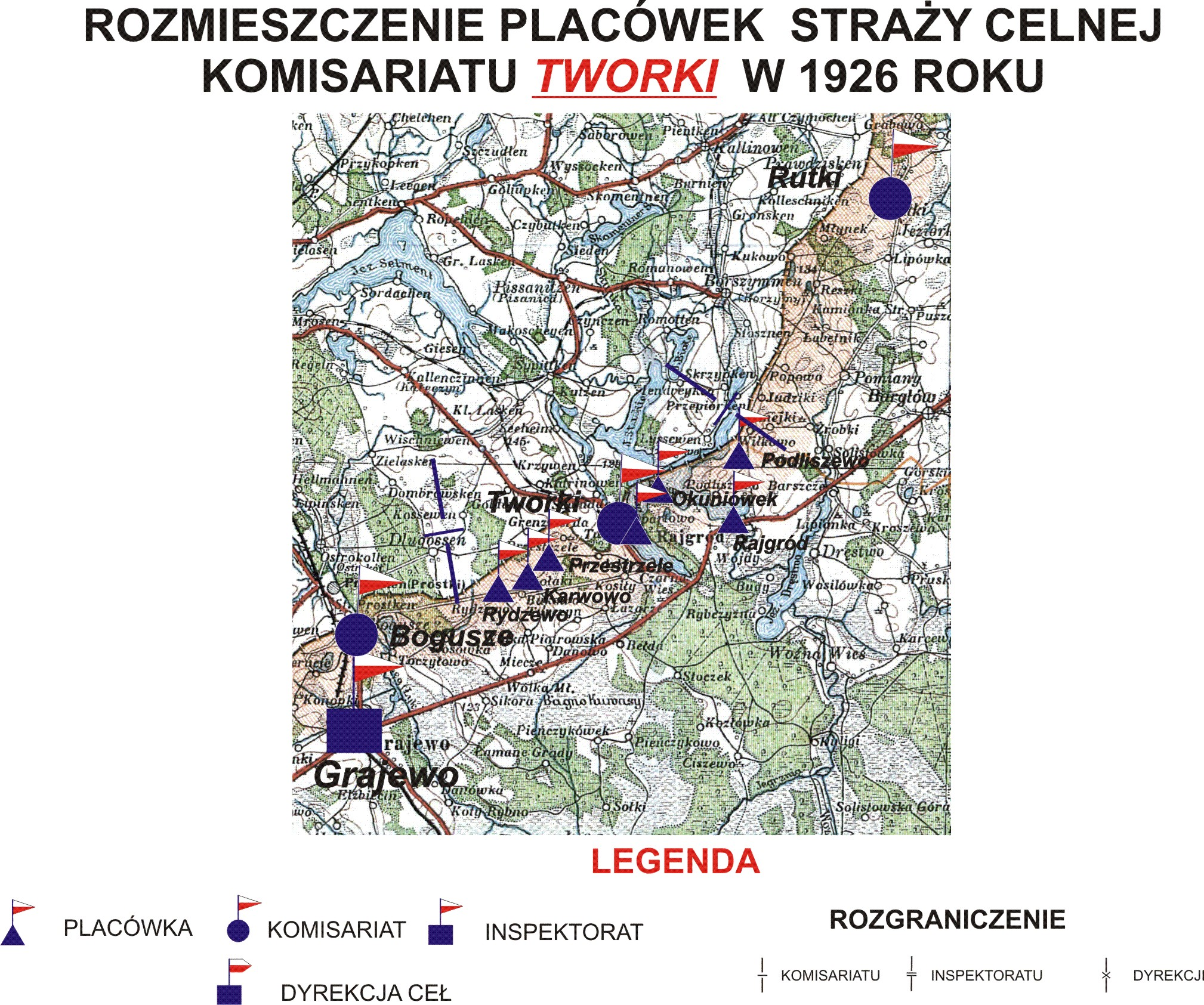
Rozmieszczenie placówek SC komisariatu "Tworki" w 1926 roku

Placówka Straży Celnej „Przestrzele” – jednostka organizacyjna Straży Celnej pełniąca w okresie międzywojennym służbę ochronną na granicy polsko-niemieckiej.

## Geneza
23 września 1920 roku w Przestrzelach stacjonowała placówka 2 szwadronu 6 pułku strzelców granicznych. Z końcem roku formację Strzelców Granicznych rozwiązano, a jej miejsce zajęły bataliony wartownicze, przekształcone wiosną 1921 w Bataliony Celne. W 1921 roku w Boguszach stacjonował sztab 1 kompanii 2 batalionu celnego. Kompania wystawiała między innymi placówkę w Przestrzelach. 

## Formowanie i zmiany organizacyjne
Na wniosek Ministerstwa Skarbu, uchwałą z 10 marca 1920 roku, powołano do życia Straż Celną. Od połowy 1921 roku jednostki Straży Celnej rozpoczęły przejmowanie odcinków granicy od pododdziałów Batalionów Celnych. Proces tworzenia Straży Celnej trwał do końca 1922 roku. Placówka Straży Celnej „Przestrzele” weszła w podporządkowanie komisariatu Straży Celnej „Tworki” z Inspektoratu SC „Grajewo”.
W drugiej połowie 1927 roku przystąpiono do gruntownej reorganizacji Straży Celnej. W praktyce skutkowało to rozwiązaniem tej formacji granicznej. Ochronę północnej, zachodniej i południowej granicy państwa przejęła powołana z dniem 2 kwietnia 1928 roku Straż Graniczna. W strukturach nowo powstałej formacji nie odtworzono placówki „Przestrzele”.

## Służba graniczna
Sąsiednie placówki
- placówka Straży Celnej „Tworki” ⇔ placówka Straży Celnej „Karwowo” – 1926[11]

## Funkcjonariusze placówki
Kierownicy placówki
| stopień  | imię i nazwisko, numer | okres pełnienia służby | kolejne stanowisko |
| -------- | ---------------------- | ---------------------- | ------------------ |
| strażnik | Stanisław Duczman (79) | był w 1926             |                    |

Obsada personalna placówki w 1926:
- strażnik Stanisław Duczman (79)
- strażnik Walenty Pruchnicki (39)
- strażnik Jan Minor (935)
- strażnik Jan Bawarski (72)
- strażnik Antoni Wejrauch
- strażnik Andrzej Kopeć